# Шамвиль
Шамви́ль (араб. شمويل‎), Самуи́л (араб. صموئيل‎) — исламский пророк, через которого Талут (Саул) был выбран первым царём израильтян. Отождествляется с библейским пророком Самуилом. История пророка Шамвиля описывается во второй суре Корана, но имя его не упоминается.

## История Шамвиля
Пророк Шамвиль был послан Богом к народу Израиля после Мусы. Он происходил из рода Харуна (Аарона) и на протяжении 11 лет призывал свой народ верить в Аллаха                (Господа Бога) и руководствоваться законами Торы. Во времена пророка Шамвиля усилилось противостояние израильтян с амаликитянами, которые напали на израильтян. Многие израильтяне были убиты, либо захвачены в плен. Помимо этого был захвачен и Ковчег Завета (Табут ас-Сакина), в котором хранилась Тора и некоторые другие вещи.
Поражение от амаликитян и потеря Ковчега Завета нанесли большой моральный ущерб израильтянам и тогда они стали молить Бога о ниспослании им пророка, который бы вывел их из этого состояния. Бог избрал пророком Шамвиля, однако израильтяне вначале не признавали его, но затем всё-таки признали. Та же история случилась и с помазанием на царство царя Талута, которого израильтяне поначалу не хотели признавать своим царём.
Об этой истории повествуется в Коране в суре «Аль-Бакара»:

 Не задумывался ли ты об участи сынов Исраила, живших после Мусы, когда они сказали своему пророку: "Поставь над нами царя, чтобы мы могли сражаться на пути Аллаха"? Он спросил: "Не случится ли так, что вам будет предписано сражаться, а вы не станете?" Они ответили: "Почему же нам не сражаться на пути Аллаха? Ведь мы изгнаны из наших жилищ и разлучены с нашими детьми". А когда им предписали сражаться, они уклонились, кроме немногих. Аллах знает нечестивцев. ۝ Их пророк сказал им: "Воистину, Аллах послал вам Талута царем". Они ответили: "Как может он властвовать над нами, если мы более достойны владычества, чем он, и он не богаче нас имуществом?" Он ответил: "Воистину, Аллах предназначил его вам, одарив его в изобилии знанием и силой телесной. Аллах дарует власть, кому пожелает". Аллах — объемлющий, знающий. ۝ Сказал им пророк: "Знамение его власти состоит в том, что к вам прибудет ковчег, несущий ублаготворение от Господа вашего и содержащий то, что осталось от дома Мусы и дома Харуна. Принесут его ангелы. Воистину, в этом для вас — знамения, если вы — уверовавшие". ۝
—  2:246—248 (Османов)

## История Талута и Давуда
Став царём, Талут стал успешно решать все государственные проблемы. Он собрал и подготовил против амаликитян сильную армию, но лишь небольшой части воинов предстояло вступить в бой с противником. В этом сражении против амаликитян принял участие и будущий царь и пророк израильтян — Давуд. Пророк Давуд вступил в схватку с царем амаликитян Джалутом (Голиафом) и одержал победу над ним.
В Коране эта история описана следующим образом:

 Когда Талут выступил с ратью, то сказал: "Воистину, Аллах будет испытывать вас рекой. Если кто напьется из неё, то он — не со мной. А тот, кто не вкусит её, разве что одну пригоршню, то он — со мной". И напились из неё они все, кроме немногих. Когда он и те, кто уверовал (т. е. не выпил воды или выпил не больше пригоршни), перешли реку, то они сказали: "Нет у нас сегодня силы против Джалута и его рати". А те, которые знали, что предстанут перед Аллахом [в Судный день], сказали: "Как много раз немногочисленная рать побеждала несметную рать по воле Аллаха!"Аллах — на стороне терпеливых. ۝ Когда они соприкоснулись с Джалутом и его ратью, то воскликнули: "Господи наш! Снизошли нам терпение, укрепи наши стопы и помоги нам против неверных". ۝ По воле Аллаха они обратили рать Джалута в бегство, Давуд убил Джалута, и Аллах даровал ему власть и мудрость и научил тому, чему пожелал. Если бы Аллах не давал одним народам возможности защищаться от других, то сгинула бы земля и весь род людской. Однако Аллах милостив к обитателям миров. ۝
—  2:249—251 (Османов)